# Делисинци
Делисинци (на македонска литературна норма: Делисинци) e село в североизточната част на Северна Македония, част от община Свети Никола.

## География
Селото е разположено на 10 километра южно от град Свети Никола.

## История
В началото на XX век Делисинци е село в Щипска каза на Османската империя. През 1900 година според статистиката на Васил Кънчов („Македония. Етнография и статистика“) Дели Юсинци брои 90 жители, всички българи християни.
Всички християнски жители на селото са под върховенството на Българската екзархия. Според статистиката на секретаря на Българската екзархия Димитър Мишев („La Macédoine et sa Population Chrétienne“) в 1905 година християнското население на Делисенци (Delissentzi) се състои от 88 българи екзархисти.
След Междусъюзническата война в 1913 година селото попада в Сърбия.
Според Димитър Гаджанов в 1916 година в Делисанци живеят 14 турци и 33 българи.
На етническата си карта от 1927 година Леонард Шулце Йена показва Делисинли (Delisinli) като българо-турско село.
В 1994 година селото има 1, а в 2002 година – 9 жители.